# Danh sách ngày quốc khánh

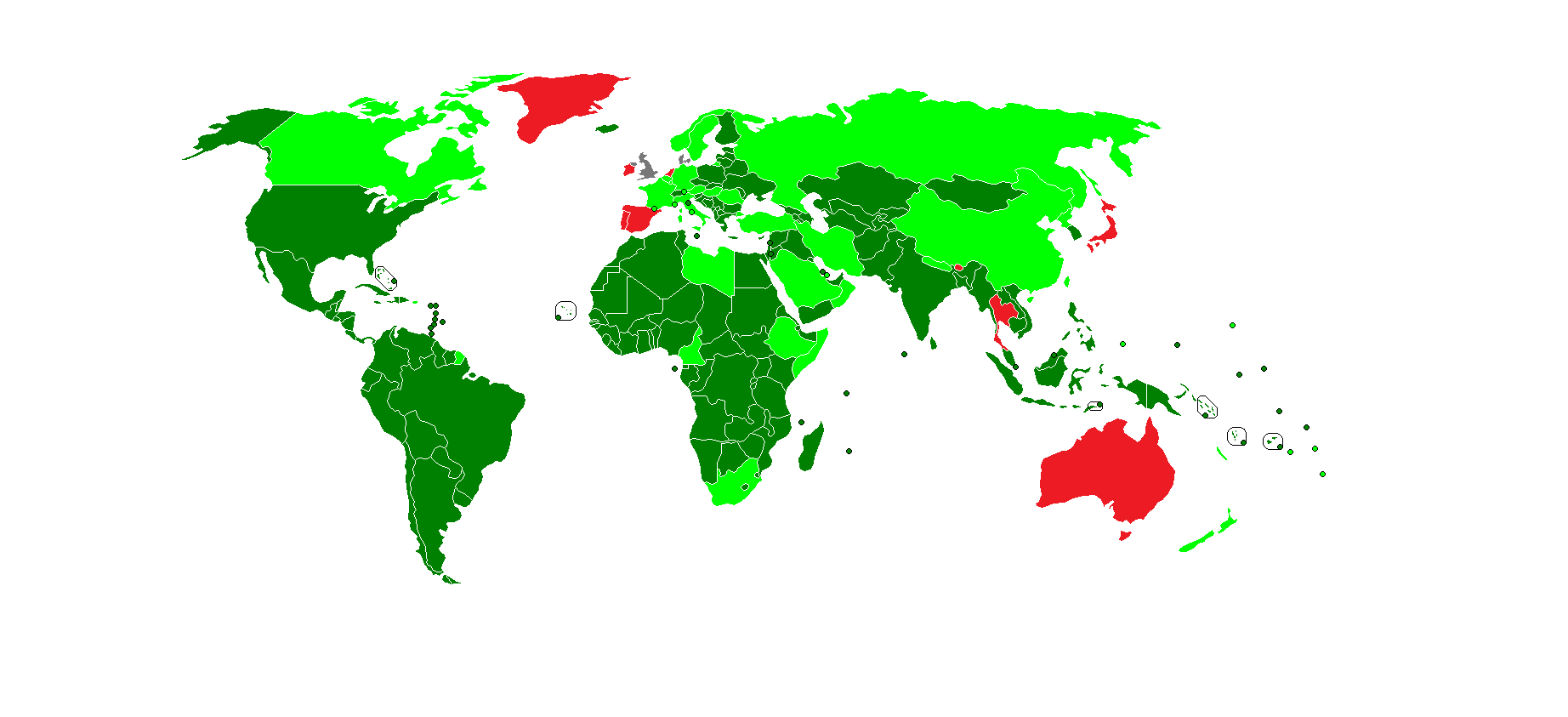
Quốc khánh liên quan đến việc giành độc lập
Ngày quốc khánh liên quan đến sự kiện khác
Không có ngày quốc khánh chính thức

Ngày quốc khánh là ngày lễ kỷ niệm của quốc gia nhân sự kiện giành được độc lập, thành lập chính thể nhà nước, kết thúc thời kỳ chiếm đóng quân sự, hoặc cá biệt như là Singapore, là ngày bị trục xuất khỏi liên bang Malaysia.

## Danh sách
Dưới đây là danh sách ngày quốc khánh các nước trên thế giới
| Nước                                 | Tên ngày lễ | Ngày tháng                                                                         | Năm diễn ra sự kiện | Sự kiện được tưởng nhớ |
| ------------------------------------ | --- | ---------------------------------------------------------------------------------- | ------------------- | --- |
| Afghanistan                          | Ngày độc lập | 19 tháng 8                                                                         | 1919                | Giành độc lập khỏi Vương quốc Liên hiệp Anh và Bắc Ireland năm 1919. |
| Albania                              | Ngày độc lập (Dita e Pavarësisë)                                                                                         | 28 tháng 11                                                                        | 1912                | Được tuyên bố bởi Ismail Qemal Vlora năm 1912 chấm dứt 5 thế kỷ dưới ách Ottoman. |
| Algeria                              | Ngày độc lập | 5 tháng 7                                                                          | 1962                | Giành độc lập khỏi Pháp năm 1962. |
| Angola                               | | 11 tháng 11                                                                        | 1975                | Giành độc lập khỏi Bồ Đào Nha năm 1975. |
| Anguilla                             | Ngày Anguilla | 30 tháng 5                                                                         | 1967                | Giành độc lập khỏi Staint Christopher-Nevis-Anguilla năm 1967. |
| Antigua và Barbuda                   | Ngày độc lập | 1 tháng 11                                                                         | 1981                | Giành độc lập khỏi Vương quốc Liên hiệp Anh và Bắc Ireland năm 1981. |
| Argentina                            | Ngày độc lập | 9 tháng 7                                                                          | 1816                | Tuyên bố giành độc lập khỏi đế quốc Tây Ban Nha năm 1816. |
| Armenia                              | | 28 tháng 5                                                                         | 1918                | Tuyên bố giành độc lập khỏi Đế quốc Nga năm 1918. |
| Armenia                              | Ngày độc lập | 21 tháng 9                                                                         | 1991                | Giành độc lập khỏi Liên Xô năm 1991. |
| Áo                                   | Ngày quốc khánh | 26 tháng 10                                                                        | 1955                | Khôi phục chủ quyền và kí nhận tuyên bố trung lập vào năm 1955. |
| Azerbaijan                           | Ngày cộng hòa | 28 tháng 5                                                                         | 1918                | Giành độc lập khỏi Đế quốc Nga năm 1918 và sự tuyên bố về nền cộng hòa. |
| Azerbaijan                           | Ngày độc lập | 18 tháng 10                                                                        | 1991                | Tái tuyên bố giành độc lập khỏi Liên Xô năm 1991. |
| Bahamas                              | Ngày độc lập của người Bahamian                                                                                          | 10 tháng 7                                                                         | 1973                | Giành độc lập khỏi Vương quốc Liên hiệp Anh và Bắc Ireland năm 1973. |
| Bahrain                              | Ngày độc lập | 16 tháng 12                                                                        | 1971                | Giành độc lập khỏi Vương quốc Liên hiệp Anh và Bắc Ireland năm 1971. |
| Bangladesh                           | Ngày độc lập của Bangladesh                                                                                              | 26 tháng 3                                                                         | 1971                | Đã tuyên bố giành độc lập khỏi Pakistan và điều này dẫn đến một cuộc chiến tranh kéo dài 9 tháng, cuộc chiến kết thúc vào ngày 16 tháng 12 năm 1971. |
| Barbados                             | Ngày độc lập | 30 tháng 11                                                                        | 1966                | Giành độc lập khỏi Vương quốc Liên hiệp Anh và Bắc Ireland năm 1966. |
| Belarus                              | Ngày độc lập | 3 tháng 7                                                                          | 1944                | Sự giải phóng Minsk năm 1944 - sau nhiều năm chiếm đóng của Đức quốc Xã. |
| Bỉ                                   | Ngày quốc khánh Bỉ | 21 tháng 7                                                                         | 1831                | Giành độc lập khỏi Vương quốc Liên hiệp Hà Lan (Cách mạng Bỉ) vào ngày 4 tháng 10 năm 1830. Leopold of Saxe-Coburg-Saalfeld đã lấy lời tuyên thệ như là vị vua đầu tiên của người Bỉ vào ngày 21 tháng 7 năm 1831. |
| Belize                               | Những lễ kỉ niệm tháng 9                                                                                                 | 21 tháng 9                                                                         | 1981                | Giành độc lập khỏi Vương quốc Liên hiệp Anh và Bắc Ireland năm 1981. |
| Benin                                | | 1 tháng 8                                                                          | 1960                | Giành độc lập khỏi Pháp năm 1960. |
| Bolivia                              | | 6 tháng 8                                                                          | 1825                | Giành độc lập khỏi Tây Ban Nha năm 1825. |
| Bosnia và Herzegovina                | Ngày độc lập | 1 tháng 3                                                                          | 1992                | Giành độc lập khỏi Cộng hòa Liên bang Xã hội chủ nghĩa Nam Tư năm 1992. |
| Botswana                             | Ngày độc lập | 30 tháng 9                                                                         | 1966                | Giành độc lập khỏi Vương quốc Liên hiệp Anh và Bắc Ireland năm 1966. |
| Brazil                               | Ngày độc lập (Sete de Setembro)                                                                                          | 7 tháng 9                                                                          | 1822                | Giành độc lập khỏi Vương quốc Liên hiệp Bồ Đào Nha, Brasil và Algarve vào ngày 7 tháng 9 năm 1822. Được công nhận vào ngày 29 tháng 8 năm 1825. |
| Brunei                               | Ngày quốc khánh | 1 tháng 1                                                                          | 1984                | Giành độc lập khỏi Vương quốc Liên hiệp Anh và Bắc Ireland năm 1984. Những lễ kỉ niệm ngày quốc khánh được tổ chức vào ngày 23 tháng 2. |
| Bulgaria                             | | 3 tháng 3                                                                          | 1878                | Giành độc lập khỏi Đế quốc Ottoman năm 1878. |
| Burkina Faso                         | | 5 tháng 8                                                                          | 1960                | Giành độc lập khỏi Pháp năm 1960. |
| Burundi                              | Ngày độc lập | 1 tháng 7                                                                          | 1962                | Giành độc lập khỏi Bỉ năm 1962. |
| Campuchia                            | | 9 tháng 11                                                                         | 1953                | Giành độc lập khỏi Pháp năm 1953. |
| Cameroon                             | | 1 tháng 1                                                                          | 1960                | Giành độc lập khỏi Pháp và Vương quốc Liên hiệp Anh và Bắc Ireland năm 1960. |
| Canada                               | Ngày quốc gia Canada (Trước năm 1982 được biết đến như là Ngày quốc gia tự trị)                                          | 1 tháng 7                                                                          | 1867                | Được chấp thuận giành độc lập trên danh nghĩa khỏi Vương quốc Liên hiệp Anh và Bắc Ireland năm 1867. Tuy nhiên, điển hình hiện tại là tỉnh Newfoundland và Labrador đã là một lãnh địa của Anh Quốc, nơi đây tổ chức Ngày Khám phá vào 24 tháng 6 và thương tiếc vào ngày 1 tháng 7 cho sự mất mát của họ trong Chiến tranh Thế giới thứ nhất. Xem Ngày Tưởng Nhớ (Newfoundland và Labrador).                                                                                    |
| Cape Verde                           | | 5 tháng 7                                                                          | 1975                | Giành độc lập khỏi Bồ Đào Nha năm 1975. |
| Catalonia                            | | 11 tháng 9                                                                         |                     | Ngày lễ quốc khánh của người Catalunya. |
| Cộng hòa Trung Phi                   | | 13 tháng 8                                                                         | 1960                | Giành độc lập khỏi Pháp năm 1960. |
| Chad                                 | | 11 tháng 8                                                                         | 1960                | Giành độc lập khỏi Pháp năm 1960. |
| Chile                                | Fiestas Patrias | 18 tháng 9                                                                         | 1810                | Người dân Chile kỉ niệm Chiến tranh giành độc lập Chile, ngày 18 tháng 9 năm 1810. Ngày này đã không được công nhận cho đến tận ngày 25 tháng 4 năm 1844. |
| Chile                                | Không phải là ngày lễ | 12 tháng 2                                                                         | 1818                | Giành độc lập khỏi Tây Ban Nha năm 1818. |
| Colombia                             | | 20 tháng 7 và 7 tháng 8                                                            | 1810 và 1819        | Giành độc lập khỏi Tây Ban Nha năm 1810. |
| Comoros                              | | 6 tháng 7                                                                          | 1975                | Giành độc lập khỏi Pháp năm 1975. |
| Cộng hòa Dân chủ Congo               | | 30 tháng 6                                                                         | 1960                | Giành độc lập khỏi Bỉ năm 1960. |
| Cộng hòa Congo                       | | 15 tháng 8                                                                         | 1960                | Giành độc lập khỏi Pháp năm 1960. |
| Costa Rica                           | | 15 tháng 9                                                                         | 1821                | Giành độc lập khỏi Tây Ban Nha năm 1821. |
| Bờ Biển Ngà                          | | 7 tháng 8                                                                          | 1960                | Giành độc lập khỏi Pháp năm 1960. |
| Croatia                              | Ngày độc lập | 8 tháng 10                                                                         | 1991                | Giành độc lập khỏi Cộng hòa Liên bang Xã hội chủ nghĩa Nam Tư năm 1991. |
| Cuba                                 | | 10 tháng 10                                                                        | 1868                | Bắt đầu cuộc chiến 10 năm giành độc lập khỏi Tây Ban Nha. |
| Síp                                  | Ngày độc lập | 1 tháng 10                                                                         | 1960                | Giành độc lập khỏi Vương quốc Liên hiệp Anh và Bắc Ireland vào ngày 16 tháng 8 năm 1960, nhưng ngày độc lập thường được tổ chức vào ngày 1 tháng 10. |
| Cộng hòa Séc                         | | 28 tháng 10                                                                        | 1918                | Được biết đến như Tiệp Khắc, đánh dấu sự thành lập và tuyên bố giành độc lập khỏi Đế quốc Áo-Hung vào ngày 28 tháng 10 năm 1918. |
| Cộng hòa Séc                         | | 1 tháng 1                                                                          | 1993                | Được biết đến như Cộng hòa Séc sau việc tan rã của Tiệp Khắc năm 1993. |
| Djibouti                             | | 27 tháng 6                                                                         | 1977                | Giành độc lập khỏi Pháp năm 1977. |
| Dominica                             | | 3 tháng 11                                                                         | 1978                | Giành độc lập khỏi Vương quốc Liên hiệp Anh và Bắc Ireland năm 1978. |
| Cộng hòa Dominican                   | | 27 tháng 2                                                                         | 1821 và 1844        | Giành độc lập khỏi Tây Ban Nha vào tháng 12 năm 1821. Tái tuyên bố giành độc lập khỏi Haiti năm 1844, sau 22 năm chiếm đóng. |
| Đông Timor                           | | 20 tháng 5                                                                         | 2002                | Giành độc lập khỏi Bồ Đào Nha năm 2002. (sự công nhận, Đông Timor đã bị xâm chiếm bởi Indonesia từ năm 1975 đến 1999, một cách chính thức nó đã chưa bao giờ kết thúc về việc xem như bị thống trị bởi Bồ Đào Nha). |
| Ecuador                              | | 10 tháng 8                                                                         | 1809                | Tuyên bố giành độc lập khỏi Tây Ban Nha vào ngày 10 tháng 8 năm 1809, nhưng đã thất bại trong việc tử hình những người âm mưu của phong trào vào ngày 2 tháng 8 năm 1810. |
| Ecuador                              | | 24 tháng 5                                                                         | 1822                | Giành độc lập vào ngày 24 tháng 5 năm 1822 tại Trận chiến Pichincha. |
| El Salvador                          | | 15 tháng 9                                                                         | 1821                | Giành độc lập khỏi Tây Ban Nha năm 1821. |
| Guinea Xích đạo                      | | 12 tháng 10                                                                        | 1968                | Giành độc lập khỏi Tây Ban Nha năm 1968. |
| Eritrea                              | Ngày độc lập | 24 tháng 5                                                                         | 1993                | Giành độc lập khỏi Ethiopia năm 1993. |
| Estonia                              | Ngày độc lập | 24 tháng 2                                                                         | 1918                | Giành độc lập khỏi Đế quốc Nga năm 1918. |
| Estonia                              | Ngày Phục hồi nền độc lập                                                                                                | 20 tháng 8                                                                         | 1991                | Tái tuyên bố giành độc lập khỏi Liên Xô năm 1991. |
| Eswatini                             | Ngày Somhlolo | 6 tháng 9                                                                          | 1968                | Giành độc lập khỏi Vương quốc Liên hiệp Anh và Bắc Ireland năm 1968. |
| Fiji                                 | Ngày Fiji | 10 tháng 10                                                                        | 1970                | Giành độc lập khỏi Vương quốc Liên hiệp Anh và Bắc Ireland năm 1970. |
| Phần Lan                             | Ngày độc lập | 6 tháng 12                                                                         | 1917                | Giành độc lập khỏi Nga năm 1917. Được công nhận vào ngày 4 tháng 1 năm 1918. |
| Flanders                             | Ngày của cộng đồng Flemish                                                                                               | 11 tháng 7                                                                         |                     | Ngày quốc khánh của người Flemish. |
| Pháp                                 | Ngày Bastille | 14 tháng 7                                                                         | 1789                | Đột kích và phá hủy Bastille bởi quân lính Pháp. |
| Gabon                                | | 17 tháng 8                                                                         | 1960                | Giành độc lập khỏi Pháp năm 1960. |
| Gambia                               | | 18 tháng 2                                                                         | 1965                | Giành độc lập khỏi Vương quốc Liên hiệp Anh và Bắc Ireland năm 1965. |
| Georgia                              | Ngày độc lập | 26 tháng 5                                                                         | 1918                | Ngày tuyên bố thành lập Cộng hòa Dân chủ Gruzia năm 1918. |
| Georgia                              | Ngày Thống Nhất Quốc gia                                                                                                 | 9 tháng 4                                                                          | 1991                | Giành độc lập khỏi Liên Xô năm 1991. |
| Ghana                                | | 6 tháng 3                                                                          | 1957                | Giành độc lập khỏi Vương quốc Liên hiệp Anh và Bắc Ireland năm 1957. |
| Hy Lạp                               | | 25 tháng 3                                                                         | 1821                | Tuyên bố giành độc lập khỏi Đế quốc Ottoman năm 1821. Bắt đầu Chiến tranh giành độc lập Hy Lạp. |
| Grenada                              | Ngày độc lập | 7 tháng 2                                                                          | 1974                | Giành độc lập khỏi Vương quốc Liên hiệp Anh và Bắc Ireland năm 1974. |
| Guatemala                            | | 15 tháng 9                                                                         | 1821                | Giành độc lập khỏi Tây Ban Nha năm 1821. |
| Guinea                               | | 2 tháng 10                                                                         | 1958                | Giành độc lập khỏi Pháp năm 1958. |
| Guinea-Bissau                        | | 24 tháng 9                                                                         | 1973                | Tuyên bố giành độc lập khỏi Bồ Đào Nha năm 1973. |
| Guyana                               | | 26 tháng 5                                                                         | 1966                | Giành độc lập khỏi Vương quốc Liên hiệp Anh và Bắc Ireland năm 1966. |
| Haiti                                | | 1 tháng 1                                                                          | 1804                | Tuyên bố giành độc lập khỏi Pháp năm 1804. |
| Honduras                             | | 15 tháng 9                                                                         | 1821                | Giành độc lập khỏi Tây Ban Nha năm 1821. |
| Hồng Kông                            | Ngày Thành Lập (của đặc khu hành chính Hồng Kông)                                                                        | 1 tháng 7                                                                          | 1997                | Chuyển giao chủ quyền từ Vương quốc Liên hiệp Anh và Bắc Ireland cho Trung Quốc năm 1997. |
| Hungary                              | | 23 tháng 10                                                                        | 1989                | Mở cửa biên giới đã cấm từ trước với Áo năm 1989, và thành lập Cộng hòa nghị viện dân chủ. |
| Iceland                              | | 17 tháng 6                                                                         | 1944                | Thành lập nền cộng hòa năm 1944. |
| Ấn Độ                                | Ngày độc lập | 15 tháng 8                                                                         | 1947                | Giành độc lập khỏi Vương quốc Liên hiệp Anh và Bắc Ireland năm 1947. |
| Indonesia                            | Ngày Kỉ Niệm Sự Độc Lập của Indonesia (Hari Kemerdekaan Republik Indonesia, hoặc Hari Ulang Tahun Kemerdekaan Indonesia) | 17 tháng 8                                                                         | 1945                | Tuyên bố về Ngày Độc Lập của Indonesia (Hari Proklamasi Kemerdekaan R.I.) khỏi Hà Lan vào ngày 17 tháng 8 năm 1945. Hà Lan đã công nhận sự độc lập của Indonesia và chủ quyền của nó năm 1949. Chính quyền Hà Lan đã chính thức công nhận vào ngày 17 tháng 8 năm 1945 chính là ngày duy nhất về sự độc lập của Indonesia vào 2008. |
| Iran                                 | | 1 tháng 4                                                                          | 1979                | Sau khi tổ chức một cuộc trưng cầu dân ý, Iran đã chính thức trở thành một nước Cộng hòa Hồi giáo vào tháng 4 năm 1979. |
| Iraq                                 | | 3 tháng 10                                                                         | 1932                | Giành độc lập khỏi Vương quốc Liên hiệp Anh và Bắc Ireland năm 1932. |
| Ireland                              | | 24 tháng 4                                                                         | 1916                | Tuyên ngôn của Cộng hòa Ireland khởi đầu Cuộc nổi dậy Phục Sinh vào ngày 24 tháng 4 năm 1916. Giành độc lập khỏi Vương quốc Liên hiệp Anh và Bắc Ireland. Thường được tổ chức vào ngày thứ Hai trong tuần lễ Phục Sinh. |
| Israel                               | Ngày độc lập (Yom Ha'atzmaut)                                                                                            | Ngày 5 Iyar (Vào hoặc giữa 15 tháng 4 đến 15 tháng 5, phụ thuộc vào Lịch Do Thái). | 1948                | Giành độc lập khỏi Vương quốc Liên hiệp Anh và Bắc Ireland và Sự ủy trị của Anh Quốc cho Palestine đã diễn ra vào ngày 14 tháng 5 năm 1948 (ngày 5 Iyar 5708 trong Lịch Do Thái). Ngày độc lập được tổ chức vào thứ Ba, thứ Tư hoặc thứ Năm gần nhất với ngày 5 Iyar, vậy nên nó xảy ra vào khoảng ngày 3 và ngày 6 Iyar mỗi năm; điều này có nghĩa là ngày lễ có thể rơi vào bất kể thời gian nào giữa và bao gồm 15 tháng 4 và 15 tháng 5, tính theo lịch Tây.                 |
| Jamaica                              | | 6 tháng 8                                                                          | 1962                | Giành độc lập khỏi Vương quốc Liên hiệp Anh và Bắc Ireland năm 1962. |
| Jordan                               | | 25 tháng 5                                                                         | 1946                | Giành độc lập khỏi Vương quốc Liên hiệp Anh và Bắc Ireland năm 1946. |
| Kazakhstan                           | Ngày Độc Lập của Kazakhstan                                                                                              | 16 tháng 12                                                                        | 1991                | Giành độc lập khỏi Liên Xô năm 1991. |
| Kenya                                | Ngày Jamhuri | 12 tháng 12                                                                        | 1963                | Giành độc lập khỏi Vương quốc Liên hiệp Anh và Bắc Ireland năm 1963. |
| Kiribati                             | | 12 tháng 7                                                                         | 1979                | Giành độc lập khỏi Vương quốc Liên hiệp Anh và Bắc Ireland năm 1979. |
| Cộng hòa Dân chủ Nhân dân Triều Tiên | Ngày Giải phóng Quốc gia Triều Tiên (Chogukhaebangŭi nal)                                                                | 15 tháng 8                                                                         | 1945                | Thành lập Cộng hòa Dân chủ Nhân dân Triều Tiên năm 1948. Chiến tranh Triều Tiên 1950-1953. |
| Hàn Quốc                             | Phong trào 1 tháng 3 (Samiljeol)                                                                                         | 1 tháng 3                                                                          | 1919                | Tuyên bố giành độc lập của Triều Tiên năm 1919. Ngày này được tổ chức như là Samiljeol, hoặc là Ngày Tuyên Ngôn Độc Lập. |
| Hàn Quốc                             | Ngày Giải phóng Quốc gia Triều Tiên (Gwangbokjeol)                                                                       | 15 tháng 8                                                                         | 1945                | Giải phóng khỏi Đế quốc Nhật Bản năm 1945. (Xem: Triều Tiên thuộc Nhật). Chính phủ Lâm thời Đại Hàn Dân Quốc đã được thành lập vào năm 1919. Chiến tranh Triều Tiên 1950-1953. |
| Kosovo                               | | 17 thàng 2                                                                         | 2008                | Giành độc lập khỏi Serbia năm 2008. (Chỉ được công nhận 1 phần. Xem: Công nhận quốc tế đối với Kosovo) |
| Kuwait                               | | 25 tháng 2                                                                         | 1961                | Giành độc lập khỏi Vương quốc Liên hiệp Anh và Bắc Ireland năm 1961. |
| Kyrgyzstan                           | Ngày độc lập | 31 tháng 8                                                                         | 1991                | Giành độc lập khỏi Liên Xô năm 1991. |
| Lào                                  | | 22 tháng 10                                                                        | 1953                | Giành độc lập khỏi Pháp vào ngày 22 tháng 10 năm 1953. |
| Latvia                               | Ngày tuyên bố nền Cộng hòa Lavita                                                                                        | 18 tháng 11                                                                        | 1918                | Tuyên bố giành độc lập vào ngày 18 tháng 11 năm 1918. Latvia đã là một phần của Đế quốc Nga trước Chiến tranh thế giới thứ nhất, nhưng lãnh thỗ của nó đã phải nhường lại một cách miễn cưỡng cho Đế quốc Đức vào tháng 3 năm 1918. |
| Latvia                               | | 4 tháng 5                                                                          | 1990                | Khôi phục nền độc lập khỏi Liên Xô vào ngày 4 tháng 5 năm 1990. |
| Liban                                | Ngày quốc khánh Liban | 22 tháng 11                                                                        | 1943                | Giành độc lập khỏi Pháp năm 1943. |
| Lesotho                              | | 4 tháng 10                                                                         | 1966                | Giành độc lập khỏi Vương quốc Liên hiệp Anh và Bắc Ireland năm 1966. |
| Liberia                              | | 26 tháng 7                                                                         | 1847                | Giành độc lập khỏi Hiệp hội thực dân hóa của Mỹ năm 1847. |
| Libya                                | | 24 tháng 12                                                                        | 1951                | Giành độc lập khỏi Ý vào ngày 10 tháng 2 năm 1947, giải phóng khỏi Vương quốc Liên hiệp Anh và Bắc Ireland và Pháp vào ngày 24 tháng 12 năm 1951. |
| Litva                                | | 16 tháng 2                                                                         | 1918                | Đạo luật về nền độc lập của Litva: Giành độc lập khỏi Đế quốc Nga và Đế quốc Đức vào tháng 2 năm 1918. |
| Litva                                | | 11 tháng 3                                                                         | 1990                | Đạo luật Tái thiết lập Nhà nước Litva: Giành độc lập khỏi Liên Xô vào tháng 3 năm 1990. |
| Macao                                | Ngày Thành Lập (của đặc khu hành chính Macao)                                                                            | 20 tháng 12                                                                        | 1999                | Chuyển giao chủ quyền từ Bồ Đào Nha choTrung Quốc năm 1999. |
| Madagascar                           | | 26 tháng 6                                                                         | 1960                | Giành độc lập khỏi Pháp năm 1960. |
| Malawi                               | | 6 tháng 7                                                                          | 1964                | Giành độc lập khỏi Vương quốc Liên hiệp Anh và Bắc Ireland năm 1964. |
| Malaysia                             | Ngày độc lập của Malaysia (Hari Merdeka)                                                                                 | 31 tháng 8                                                                         | 1957                | Giành độc lập của Liên bang Mã Lai khỏi Vương quốc Liên hiệp Anh và Bắc Ireland năm 1957. |
| Maldives                             | | 26 tháng 7                                                                         | 1965                | Giành độc lập khỏi Vương quốc Liên hiệp Anh và Bắc Ireland năm 1965. |
| Mali                                 | | 22 tháng 9                                                                         | 1960                | Giành độc lập khỏi Pháp năm 1960. |
| Malta                                | Ngày độc lập | 21 tháng 9                                                                         | 1964                | Giành độc lập khỏi Vương quốc Liên hiệp Anh và Bắc Ireland năm 1964. |
| Mauritania                           | | 28 tháng 11                                                                        | 1960                | Giành độc lập khỏi Pháp năm 1960. |
| Mauritius                            | | 12 tháng 3                                                                         | 1968                | Giành độc lập khỏi Vương quốc Liên hiệp Anh và Bắc Ireland năm 1968. |
| México                               | Grito de Dolores | 16 tháng 9                                                                         | 1810                | Giành độc lập khỏi Tây Ban Nha, được tuyên bố vào năm 1810. (Buổi lễ "grito" vào đêm của ngày 15 tháng 9; diễu binh vào giữa trưa ngày 16 tháng 9). Được công nhận vào ngày 27 tháng 9 năm 1821. |
| Moldova                              | Ngày độc lập | 27 tháng 8                                                                         | 1991                | Tuyên bố giành độc lập khỏi Liên Xô năm 1991. |
| Mông Cổ                              | Ngày độc lập | 29 tháng 12                                                                        | 1911                | Giành độc lập khỏi Nhà Thanh năm 1911. Tuy nhiên, chính quyền Mông Cổ mới thiết lập đã quá yếu để chống cự lại Trung Hoa Dân quốc năm 1919 và sau đó là Bạch Vệ vào đầu năm 1921. Sau khi hất văng lực lượng của Roman von Ungern-Sternberg, chính quyền cộng sản mới đã chính thức thiết lập vào ngày 11 tháng 6 năm 1921. |
| Montenegro                           | | 21 tháng 5                                                                         | 2006                | Trưng cầu dân ý về nền độc lập khỏi Serbia và Montenegro năm 2006. |
| Maroc                                | Ngày độc lập | 18 tháng 11                                                                        | 1956                | Giành độc lập khỏi Pháp và Tây Ban Nha năm 1956. |
| Mozambique                           | | 25 tháng 6                                                                         | 1975                | Giành độc lập khỏi Bồ Đào Nha năm 1975. |
| Myanmar                              | Ngày độc lập | 4 tháng 1                                                                          | 1948                | Giành độc lập khỏi Vương quốc Liên hiệp Anh và Bắc Ireland năm 1948. |
| Namibia                              | | 21 tháng 3                                                                         | 1990                | Giành độc lập khỏi Nam Phi được ủy thác năm 1990. |
| Nauru                                | | 31 tháng 1                                                                         | 1968                | Giành độc lập khỏi Úc, New Zealand và Vương quốc Liên hiệp Anh và Bắc Ireland năm 1968. |
| Hà Lan                               | | 26 tháng 7                                                                         | 1581                | Tuyên bố độc lập khỏi Đế quốc Tây Ban Nha năm 1581, trở thành Cộng hòa Hà Lan. |
| Nicaragua                            | | 15 tháng 9                                                                         | 1821                | Giành độc lập khỏi Tây Ban Nha năm 1821. |
| Niger                                | Ngày độc lập | 3 tháng 8                                                                          | 1960                | Giành độc lập khỏi Pháp năm 1960. |
| Nigeria                              | Ngày độc lập | 1 tháng 10                                                                         | 1960                | Giành độc lập khỏi Vương quốc Liên hiệp Anh và Bắc Ireland năm 1960. |
| Bắc Macedonia                        | Ngày độc lập (Den na nezavisnosta/ Ден на независноста)                                                                  | 8 tháng 9                                                                          | 1991                | Giành độc lập khỏi Cộng hòa Liên bang Xã hội chủ nghĩa Nam Tư năm 1991. |
| Na Uy                                | Ngày Hiến pháp của Na Uy                                                                                                 | 17 tháng 5                                                                         | 1814                | Giành độc lập khỏi Đan Mạch (1814) và hình thành Hiến pháp nước Na Uy (ngày 17 tháng 5 năm 1814). |
| Na Uy                                | Ngày độc lập/ Ngày Chấm dứt Liên Minh                                                                                    | 7 tháng 6                                                                          | 1905                | Giành độc lập khỏi Thụy Điển năm 1905. Gia đình Hoàng Gia Na Uy đã trở về khỏi sự lưu đày trong thế chiến 2 năm 1945. |
| Oman                                 | Ngày quốc khánh | 18 tháng 11                                                                        | 1650                | Giành độc lập khỏi Bồ Đào Nha năm 1650. |
| Pakistan                             | Ngày độc lập (Youm-e-Azadi)                                                                                              | 14 tháng 8                                                                         | 1947                | Giành độc lập khỏi Vương quốc Liên hiệp Anh và Bắc Ireland năm 1947. |
| Palestine                            | | 15 tháng 11                                                                        | 1988                | Tuyên bố giành độc lập khỏi sự chiếm đóng của người Israel. |
| Panama                               | | 28 tháng 11                                                                        | 1821                | Giành độc lập khỏi Tây Ban Nha năm 1821. |
| Panama                               | | 3 tháng 11                                                                         | 1903                | Panama đã từ là thành viên của "Gran Colombia" cho đến 1903. Sự tách rời khỏi Colombia năm 1903 đã được tổ chức là ngày lễ chính thức vào ngày 3 tháng 11. |
| Papua New Guinea                     | | 16 tháng 9                                                                         | 1975                | Giành độc lập khỏi Úc với tên trước đây là Lãnh thổ Papua và New Guinea năm 1975. |
| Paraguay                             | Ngày độc lập (Día de Independencia)                                                                                      | 15 tháng 5                                                                         | 1811                | Giành độc lập khỏi Tây Ban Nha năm 1811. |
| Peru                                 | Những ngày lễ quốc gia của người Peru (Fiestas Patrias)                                                                  | 28 tháng 7                                                                         | 1821                | Giành độc lập khỏi Tây Ban Nha năm 1821. |
| Philippines                          | Ngày độc lập (Araw ng Kalayaan/ Araw ng Kasarinlan)                                                                      | 12 tháng 6                                                                         | 1898                | Kỉ niệm bản tuyên ngôn năm 1898 bởi Emilio Aguinaldo trong giai đoạn Cách mạng Philippines chống lại Tây Ban Nha. Người Philippines đã đạt quyền tự trị khỏi Hoa Kỳ vào ngày 4 tháng 7 năm 1946, và đã tổ chức ngày 4 tháng 7 như là Ngày Độc Lập cho đến năm 1964. |
| Ba Lan                               | Ngày độc lập (Święto Niepodległości)                                                                                     | 11 tháng 11                                                                        | 1918                | Khôi phục nền độc lập của Ba Lan năm 1918 sau 123 năm chia cắt đất nước bởi Nga, Phổ, vào Áo. |
| Bồ Đào Nha                           | Ngày khôi phục nền độc lập                                                                                               | 1 tháng 12                                                                         | 1640                | Bồ Đào Nha đã chính thức trở thành một đất nước tự trị, nhưng nó đã liên minh một cách cá nhân với chính quyền quân chủ Tây Ban Nha từ 1580 đến 1640 - ngày khôi phục hoàn toàn sự tự trị của Bồ Đào Nha khỏi Liên minh Iberian với Tây Ban Nha. |
| Qatar                                | Ngày quốc khánh nước Qatar                                                                                               | 18 tháng 12                                                                        | 1971                | Ban đầu, giành độc lập khỏi Vương quốc Liên hiệp Anh và Bắc Ireland vào ngày 7 tháng 9. |
| România                              | | 9 tháng 5                                                                          | 1877                | Tuyên ngôn của Româniavề sự độc lập, trong khi chiến thắng cuối cùng trong Chiến tranh giành độc lập România chống lại Đế quốc Ottoman năm 1877–1878 và Chiến tranh Nga-Thổ Nhĩ Kỳ, chỉ vừa mới bắt đầu. |
| Nga                                  | Ngày nước Nga | 12 tháng 6                                                                         | 1992                | Tưởng niệm việc chọn Tuyên bố chủ quyền nhà nước của Cộng hòa Xã hội chủ nghĩa Xô viết Liên bang Nga vào ngày 12 tháng 6 năm 1990. Đoạn văn của bản tuyên ngôn bởi Quốc hội đầu tiên của những đại biểu đã đánh dấu sự bắt đầu của sự cải cách hiến pháp trong Cộng hòa Xã hội chủ nghĩa Xô viết Liên bang Nga. |
| Rwanda                               | | 1 tháng 7                                                                          | 1962                | Giành độc lập khỏi Bỉ năm 1962. |
| Saint Kitts và Nevis                 | | 19 tháng 12                                                                        | 1983                | Giành độc lập khỏi Vương quốc Liên hiệp Anh và Bắc Ireland năm 1983. |
| Saint Lucia                          | Independence Day | 22 tháng 2                                                                         | 1979                | Giành độc lập khỏi Vương quốc Liên hiệp Anh và Bắc Ireland năm 1979. |
| Saint Vincent và Grenadines          | | 27 tháng 10                                                                        | 1979                | Giành độc lập khỏi Vương quốc Liên hiệp Anh và Bắc Ireland năm 1979. |
| Samoa                                | | 1 tháng 1                                                                          | 1962                | Giành độc lập khỏi New Zealand năm 1962. |
| São Tomé và Príncipe                 | | 12 tháng 7                                                                         | 1975                | Giành độc lập khỏi Bồ Đào Nha năm 1975. |
| Sénégal                              | | 4 tháng 4                                                                          | 1960                | Giành độc lập khỏi Pháp năm 1960. |
| Serbia                               | Ngày tình đất nước (Statehood Day)                                                                                       | 15 tháng 2                                                                         | 1804                | Sự bắt đầu cuộc nổi dậy đầu tiên của người Serbian năm 1804, nó đã tiến triển thành cuộc Cách mạng người Serbian, cuộc chiến giành độc lập khỏi Đế quốc Ottoman; và việc chọn Hiến pháp đầu tiên vào năm 1835. |
| Seychelles                           | | 29 tháng 6                                                                         | 1976                | Giành độc lập khỏi Vương quốc Liên hiệp Anh và Bắc Ireland năm 1976. |
| Sierra Leone                         | | 27 tháng 4                                                                         | 1961                | Giành độc lập khỏi Vương quốc Liên hiệp Anh và Bắc Ireland năm 1961. |
| Singapore                            | Ngày quốc khánh Singapore                                                                                                | 9 tháng 8                                                                          | 1965                | Đánh dấu sự rời khỏi Liên bang Malaysia năm 1965. Là nước độc lập duy nhất có Ngày Độc Lập vì sự rời khỏi của nó. |
| Slovakia                             | | 17 tháng 7                                                                         | 1992                | Tuyên bố giành độc lập năm 1992 (chỉ là một ngày tưởng nhớ), luật định độc lập(de jure) đã đến vào ngày 1 tháng 1 năm 1993 sau khi sự tan ra của Tiệp Khắc. |
| Slovenia                             | Ngày độc lập và thống nhất                                                                                               | 26 tháng 12 và 25 tháng 6                                                          | 1991                | Ngày đưa ra những kết quả chính thức của cuộc trưng cầu dân ý giành quyền độc lập năm 1990, xác nhận sự rút khỏi Cộng hòa Liên bang Xã hội chủ nghĩa Nam Tư. Tuyên bố giành độc lập khỏi Cộng hòa Liên bang Xã hội chủ nghĩa Nam Tư năm 1991. |
| Quần đảo Solomon                     | | 7 tháng 7                                                                          | 1978                | Giành độc lập khỏi Vương quốc Liên hiệp Anh và Bắc Ireland năm 1978. |
| Somalia                              | Ngày độc lập | 1 tháng 7                                                                          | 1960                | Sự hợp nhất của Vùng đất ủy thác Somalia (tiền thân là Somaliland thuộc Ý) và Somaliland thuộc Anh để hình thành Cộng hòa Somali. Sự kiện đã được tổ chức thường niên. |
| Somaliland                           | | 26 tháng 6                                                                         | 1960                | Không được công nhận bởi bất kì quốc gia chủ quyền nào trong Liên Hợp Quốc. |
| Cộng hòa Nam Phi                     | | 11 tháng 12                                                                        | 1931                | Giành độc lập khỏi Vương quốc Liên hiệp Anh và Bắc Ireland năm 1931 theo những điều khoản của Tuyên bố Balfour năm 1926, cái không được xem như là một ngày lễ. Liên hiệp Nam Phi đã được hình thành vào ngày 31 tháng 5 năm 1910 và Cộng hòa Nam Phi đã tuyên bố vào ngày 31 tháng 5 năm 1961 dưới hệ thống điều hành nhỏ dưới thời Apartheid. Hệ thống điều hành lớn đã thành tựu vào ngày 27 tháng 4 năm 1994, cái ngày mà được tổ chức thường niên dưới tên gọi: Ngày Tự Do. |
| Nam Sudan                            | | 9 tháng 7                                                                          | 2011                | Giành độc lập khỏi Sudan năm 2011. |
| Sri Lanka                            | Ngày độc lập | 4 tháng 2                                                                          | 1948                | Giành độc lập khỏi Vương quốc Liên hiệp Anh và Bắc Ireland năm 1948. |
| Sudan                                | | 1 tháng 1                                                                          | 1956                | Giành độc lập khỏi Ai Cập và Vương quốc Liên hiệp Anh và Bắc Ireland năm 1956. |
| Suriname                             | | 25 tháng 11                                                                        | 1975                | Giành độc lập khỏi Hà Lan năm 1975. |
| Thụy Điển                            | Ngày quốc khánh Thụy Điển                                                                                                | 6 tháng 6                                                                          | 1523                | Tổ chức cuộc bầu cử cho vua Gustav Vasa năm 1523 và những hiến pháp mới vào năm 1809 và 1974. Cuộc bầu cử cho vua Gustav Vasa đã là quyền thực tế (de facto) kết thúc Liên minh Kalmar và được xem là bản tuyên ngôn độc lập chính thức. |
| Thụy Sĩ                              | Ngày quốc khánh Thụy Sĩ                                                                                                  | 1 tháng 8                                                                          | 1291                | Nhóm liên minh chống lại Đế quốc La Mã Thần thánh năm 1291. |
| Syria                                | Ngày Di tản | 17 tháng 4                                                                         | 1946                | Kết thúc Lãnh thổ Ủy trị Pháp tại Syria và Liban năm 1946. |
| Đài Loan                             | Ngày Quốc khánh Trung Hoa Dân Quốc                                                                                       | 10 tháng 10                                                                        | 1911                | Giành độc lập khỏi nhà Thanh năm 1911. Trung Hoa Dân quốc đã được thành lập trên lục địa vào ngày 1 tháng 1 năm 1912 trong khi đó Đài Loan đã đang ở dưới hệ thống điều hành của Nhật Bản. |
| Tajikistan                           | Ngày độc lập | 9 tháng 9                                                                          | 1991                | Giành độc lập khỏi Liên Xô năm 1991. |
| Tanzania                             | | 9 tháng 12                                                                         | 1961                | Sự độc lập của Tanganyika khỏi Vương quốc Liên hiệp Anh và Bắc Ireland năm 1961. |
| Togo                                 | | 27 tháng 4                                                                         | 1960                | Giành độc lập khỏi Pháp năm 1960. |
| Tibet                                | Ngày độc lập của Tibet                                                                                                   | 13 tháng 2                                                                         | 1913                | Giành độc lập khỏi Người Mãn của nhà Thanh năm 1913. Sau đó bị xâm chiếm bởi Trung Quốc và hiện nay được điều hành bởi Trung Quốc. |
| Tonga                                | | 4 tháng 6                                                                          | 1970                | Chấm dứt là trạng thái thuộc địa của Vương quốc Liên hiệp Anh và Bắc Ireland năm 1970. |
| Trinidad và Tobago                   | | 31 tháng 8                                                                         | 1962                | Giành độc lập khỏi Vương quốc Liên hiệp Anh và Bắc Ireland năm 1962. |
| Tunisia                              | | 20 tháng 3                                                                         | 1956                | Giành độc lập khỏi Pháp năm 1956. |
| Turkmenistan                         | Ngày độc lập | 27 tháng 9                                                                         | 1991                | Giành độc lập khỏi Liên Xô năm 1991. |
| Tuvalu                               | | 1 tháng 10                                                                         | 1978                | Giành độc lập khỏi Vương quốc Liên hiệp Anh và Bắc Ireland năm 1978. |
| Uganda                               | | 9 tháng 10                                                                         | 1962                | Giành độc lập khỏi Vương quốc Liên hiệp Anh và Bắc Ireland năm 1962. |
| Ukraine                              | Ngày Độc lập Ukraine | 24 tháng 8                                                                         | 1991                | Tuyên bố giành độc lập của Ukraine khỏi Liên Xô năm 1991. |
| Ukraine                              | Ngày Thống nhất Ukraine                                                                                                  | 22 tháng 1                                                                         | 1919                | Sự thống nhất Ukraine vào ngày 22 tháng 1 năm 1919. |
| Các tiểu vương quốc Ả Rập Thống nhất | Ngày Quốc khánh | 2 tháng 12                                                                         | 1971                | Giành độc lập khỏi Vương quốc Liên hiệp Anh và Bắc Ireland năm 1971. |
| Hoa Kỳ                               | Ngày Độc lập Hoa Kỳ/ ngày 4 tháng 7                                                                                      | 4 tháng 7                                                                          | 1776                | Tuyên bố giành độc lập khỏi Vương quốc Anh (đất nước trước của Vương quốc Liên hiệp Anh và Ireland) năm 1776. |
| Uruguay                              | Tuyên bố nền độc lập | 25 tháng 8                                                                         | 1825                | Tuyên bố giành độc lập khỏi Đế quốc Brasil và liên minh với Hợp chủng các tỉnh của Rio de la Plata. |
| Uzbekistan                           | Ngày độc lập | 1 tháng 9                                                                          | 1991                | Giành độc lập từ Liên Xô năm 1991. |
| Vanuatu                              | | 30 tháng 7                                                                         | 1980                | Giành độc lập từ Vương quốc Liên hiệp Anh và Bắc Ireland và Pháp năm 1980. |
| Venezuela                            | | 5 tháng 7                                                                          | 1811                | Tuyên bố giành độc lập từ Tây Ban Nha năm 1811. |
| Việt Nam                             | Ngày Quốc Khánh | 2 tháng 9                                                                          | 1945                | Tuyên bố độc lập khỏi đế quốc thực dân Pháp và đế quốc Nhật Bản. |
| Yemen                                | | 30 tháng 11                                                                        | 1967                | Nam Yemen tuyên bố độc lập khỏi Vương quốc Liên hiệp Anh và Bắc Ireland năm 1967. |
| Zambia                               | | 24 tháng 10                                                                        | 1964                | Giành độc lập từ Vương quốc Liên hiệp Anh và Bắc Ireland năm 1964. |
| Zimbabwe                             | | 18 tháng 4                                                                         | 1980                | Giành độc lập từ Vương quốc Liên hiệp Anh và Bắc Ireland năm 1980. |